# Сейтмаганбетова, Гульнар Сулейменовна
Гульнар Сулейменовна Сейтмаганбетова (каз. Гүлнар Сүлейменқызы Сейітмағанбетова, род. 2 января 1955, Мангистауский район, Гурьевская область, Казахская ССР) — казахстанский политический и общественный деятель. Депутат Мажилиса Парламента Республики Казахстан (2007—2016).

## Биография
Родилась 2 января 1955 года в селе Тущыкудук Мангистауского района Гурьевской области.
Отец — Сейтмагамбетов Сулеймен, покойный, управляющий фермой, бухгалтер совхоза «Тущыкудук».
Мать — Сейтмагамбетова баттер, покойная, занималась домашним хозяйством.
В 1976 году окончила Казахский химико-технологический институт по специальности инженер-строитель.
В 1990 году окончила Высшую партийную школу при Центральном Комитете Коммунистической партии Советского Союза по специальности политолог.
В 2003 году окончила юридический факультет Центрально-Азиатского университета по специальности юрист.

## Трудовая деятельность
С 1976 по 1981 годы — Мастер на строительстве совхоза.
С 1981 по 1983 годы — Второй, первый секретарь Мангистауского райкома Ленинского коммунистического союза молодёжи Казахстана.
С 1983 по 1985 годы — Второй секретарь Мангышлакского обкома Ленинского коммунистического союза молодёжи Казахстана.
С 1985 по 1988 годы — Секретарь Бейнеуского райкома комитета партийного контроля.
С 1990 по 1991 годы — Ответственный организатор Мангистауского обкома комитета партийного контроля.
С 1991 по 1994 годы — Главный инженер, заместитель директора бюро по приватизации Мангистауского территориального комитета по государственному имуществу.
С 1994 по 1995 годы — Заместитель директора КП «Маркет» города Актау.
С 1995 по 2005 годы — Начальник отдела, заместитель директора, директор Мангистауского областного департамента по управлению коммунальной собственностью.
С 2005 по 2007 годы — Директор Департамента финансов Мангистауской области, заместитель акима Мангистауской области.
С 2005 по 2006 годы — Председатель Мангистауского областного филиала партии «Нур Отан».
С 2016 по 2017 годы — Руководитель Аппарата фракции партии «Нур Отан» в Мажилисе Парламента Республики Казахстан.

## Прочие должности
Член постоянной комиссии Межпарламентской ассамблеи ЕврАзЭС по социальной политике.
Член Центрально-Азиатской межпарламентской рабочей группы по проблеме ВИЧ в области законодательного обеспечения мер по противодействию распространения ВИЧ и СПИДа в рамках регионального содружества.
Член национального координационного совета по охране здоровья при Правительстве Республики Казахстан.
Член коллегии Министерства здравоохранения Республики Казахстан.

## Выборные должности, депутатство
С 2007 по 2011 годы — Депутат Мажилиса Парламента Республики Казахстан IV созыва по партийному списку Народно-Демократической партии «Нур Отан», Член комитета по социально-культурному развитию.
С 2011 по 2016 годы — Депутат Мажилиса Парламента Республики Казахстан V созыва по партийному списку Народно-Демократической партии «Нур Отан», Член комитета по социально-культурному развитию.

## Награды и звания
- Орден Курмет (2008)[2]
- Орден Парасат (2016)[3]
- Почётная грамота МПА ЕврАзЭс (2010)[4]
- Награждена нагрудным знаком Первого Президента Республики Казахстан «Алтын барыс».
- Благодарственное письмо Первого Президента Республики Казахстан.
- Медаль «10 лет независимости Республики Казахстан» (2001)
- Медаль «10 лет Конституции Республики Казахстан» (2005)
- Медаль «10 лет Астане» (2008)
- Медаль «20 лет независимости Республики Казахстан» (2011) и др.
- Почётный гражданин Мангистауского района Мангистауской области.
- Медаль «МПА СНГ. 25 лет» (27 марта 2017 года, Межпарламентская ассамблея СНГ) — за заслуги в деле развития и укрепления парламентаризма, за вклад в развитие и совершенствование правовых основ функционирования Содружества Независимых Государств, укрепление международных связей и межпарламентского сотрудничества[5].